# 2022 en journalisme
| Années du journalisme : 2019 - 2020 - 2021 - 2022 - 2023 - 2024 - 2025    |
| Décennies du journalisme : 1990 - 2000 - 2010 - 2020 - 2030 - 2040 - 2050 |

Cet article présente les faits marquants de l'année 2022 en journalisme.

## Évènements
- août : création du média afghan en exil Zan Times, géré par des femmes et ayant pour but de dénoncer les crimes du régime taliban
- septembre : lancement par le média français Vert d'une Charte pour un journalisme à la hauteur de l’urgence écologique[1].
- 30 septembre : le tribunal de commerce de Bobigny (France) valide le rachat de 89 % des actions par l’armateur CMA CGM du groupe de presse La Provence pour un montant de 81 millions d’euros[2].

## Décès

### Janvier
- 1er janvier : Roger-Xavier Lantéri, Journaliste français.
- 8 janvier : Andrew Jennings, Journaliste d'investigation britannique.
- 10 janvier : Øystein Lønn, Écrivain et journaliste norvégien.
- 11 janvier : David Sassoli, Journaliste et un homme politique italien, Président du Parlement européen.
- 15 janvier : Steve Schapiro, Photojournaliste américain.
- 17 janvier : Michel Konen, Journaliste de télévision belge.
- 18 janvier : 
  - G. V. Kromah, Journaliste libérien.
  - André Leon Talley,Journaliste de mode américain.
- 23 janvier : Carlo Parietti, Journaliste italien.
- 24 janvier : Arnaud Spire, Journaliste et philosophe français.